# Монтеђели (Форли-Чезена)
Монтеђели (итал. Montegelli) је насеље у Италији у округу Форли-Чезена, региону Емилија-Ромања.
Према процени из 2011. у насељу је живело 46 становника. Насеље се налази на надморској висини од 428 м.